# Billesholm
Billesholm är en bruksort och tidigare tätort i Bjuvs kommun i Skåne län. Vid 2015 års tätortsavgränsning hade bebyggelsen vuxit samman med Bjuvs tätort.

## Etymologi
Namnet Billesholm kommer från grundaren av Billesholms kungsgård, Jens Bille (1531–1575). Han uppförde en gård 1571 omgiven av en vallgrav och gården kom då att ligga på en holme, eller rättare sagt fem holmar omgivna av vatten (Billes-holmar). Detta blev möjligt genom att Bökebergsbäcken dämdes upp.
Jens Bille, ståthållare på Gotland under åren 1560 till 1570, kom efter denna tid hem till fädernesgården Ljungsgård. Eftersom stor otrygghet hade rått under Billes ståthållartid, ville han ha en boning som var lättare att försvara. Efter att ha suttit på starka Visborgs slott i Visby när Nordiska sjuårskriget rasade, måste Ljungsgård ha förefallit torftigt och framför allt osäkert. Ljungsgård hade under hans fader Claus Billes (1490-1558) tid, satts i brand av fientligt sinnade bönder och brunnit ner till grunden. Den nya bostaden Billesholm uppfyllde bättre säkerhetskraven, då den var omgiven av vallgravar som skulle försena ett eventuellt fientligt angrepp.
Efter Jens Billes död 1575 företogs inget skifte utan änkan Karen satt kvar i orubbat bo till sin död 1592. Jens och Karen hade två söner och den yngre av dessa Steen Jensen Bille (1565-1629) kom till att ta över gården efter moderns frånfälle 1598, dock kom han inte till Billeshom förrän 1613. Steen Bille dog 1629 och då var dödsboet efter honom på obestånd. Sonen Jens Bille (med samma namn som sin farfar) fick då överta gården, inklusive skulderna. Han var gift med Sofie Tott men äktenskapet var barnlöst. På hösten 1630 var Jens Bille den yngre tvungen att lämna gården till fordringsägarna. Han blev den sista i ätten Bille på Billesholm.
Dessa vallgravar som omgärdade Billesholms kungsgård kunde man så sent som i början av nittonhundratalet ännu skönja i terrängen runt Kungsgården. Denna gård finns ännu kvar, men av Jens Billes boning som revs 1955 återstår bara källaren. Hans namn har, förutom att ge namn åt samhället, hållits levande genom att även en skola och en gata är uppkallade efter honom. Jens Bille var morbror till Tycho Brahe (1546–1601).

## Historik

### Sätesgården Ljungsgård
Sten Bille, som under åren 1490–1504 innehade Gladsax län och 1495–1516 var landsdomare i Skåne, hade fått stort behag till Ljungsgård och köpte upp en del gårdar i trakten. Sten Bille var gift med Eline Krognos som dog redan 1476. De sex barn de båda hade dog redan som små. 1479 gifte dock Sten Bille om sig med Margareta Rönnow, dotter till riksmarsken Claus Rönnow. Sten och Margareta Bille efterlämnade fyra barn, av vilka två var söner, Torben och Claus Bille. Torben Bille blev Lunds siste ärkebiskop och Claus Bille blev krigare, statsman, en av de rikaste männen i Danmark samt den man som Gustaf Vasa fruktade och avskydde mest. Claus Bille återvände till Skåne vintern 1524–1525, sedan han haft diverse uppdrag i kronans tjänst. I mars 1525 stormades Ljungsgård av upproriska bönder och brändes som tidigare nämnts, ner till grunden. En munk (och här förmodas att han var identisk med kaniken i Lund Christiern Pedersen) antogs vara anstiftare till detta bondeuppror. Claus Billes hämnd blev gruvlig, han lät bränna nämnda munk på bål, på de stumpar av gården som ännu var obrända. Åren 1525–1527 återuppbyggdes gården och sedan Claus Bille lämnat tjänsten på Bohus slog han sig ner på Ljungsgård. Både Ljungsgård och sedermera Billesholm fick bönderna i Södra Vram bygga upp utan betalning som straff för att de deltagit i Ljungsgårds nerbränning. Claus Billes hustru Lisbeth Ulfstrand dog 1540 och han själv 1558. Då Claus Bille dog fick sonen Jens ärva Ljungsgård. Året efter faderns död gifte han sig med en Rönnow liksom farfadern och något senare reste han till Dithmarschen där ett krig pågick. År 1560–1570 var han ståthållare på Gotland och återvände inte till fädernesgården förrän 1570.

### Stenkolsbrytningen

#### Starten
Redan 1744 fann man och började bryta stenkol, vid Lunnom på Boserups ägor och denna brytning pågick i cirka 50 år. Dessutom började stenkolsbrytning på det som benämndes Boserupsfältet. Detta skedde i Adolf-Fredriks stenkolsgruvor 1746–1796. Vid denna tidpunkt fanns det vid Kalmarmöllan in till mölledammen i Boserup, en lerkärlsfabrik som anlades 1741. En del av stenkolet kom här väl till pass, för att elda denna lerkärlsfabriks brännugn. Lerkärlsfabriken som anlades av Bergmästare Anton von Swab (1702–1768) fanns här i knappt tio år.
Under nästföljande århundrade kom det att brytas kol under dagbrottsliknande former, i Drottning Sofias och Drottning Lovisas dagorter 1866–1888. Det var Wallåkra gruvbolag som startade det hela, men 1895 slogs detta bolag samman med Kropps (Bjuv) gruvbolag till Billesholms-Bjuvs Aktiebolag. År 1903 bildade Billesholms-Bjuvs AB och Höganäsbolaget ett nytt bolag Höganäs-Billesholms AB, med runt tio miljoner i aktiekapital.
Från 1860-talet till 1932 bröts det i Billesholm stenkol ur en rad schakt: Teodor 1860-talet, Mattis 1865–1866, Christoffer 1870–1871, schakt 6 1868–1884, Kapten Berg 1874–1902, Brohult 1891–1895, Sonnadam 1882–1931, Ljungsgård 1889–1895, Albert 1901–1932 (detta schakt var donlägigt, Ivar 1909–1932, Knut 1896–1909, Viktor 1899–1924 och Oscar 1903–1926. Schakt Ljungsgård benämndes även Millars schakt efter sin första ägare, grosshandlare John Millar (1833-1904) från Göteborg. I vissa av dessa schakt bröts även lera till det tegelbruk som under några år fanns i Billesholm. Efter denna tid såldes leran till Höganäs, eftersom Billesholmsleran höll högre kvalitet än den lera som fanns i Höganäs.

#### Gruvorna i Billesholm
1.  Mattis.                      I drift från 1865 till 1866. 1 år. 
2.  Christoffer.                 I drift från 1870 till 1871.  1 år.Sänkt 1865. 
3.  Schakt 6.                    I drift från 1868 till 1884.  16 år.Endast pumpschakt från 1884 till 1909.
4.  Nya chakt 6.                 I drift Sänkt 1909. Användes ännu i dag för att ta kylvatten till Isovers process.     
5.  Kapten Berg.                 I drift från 1874 till 1902. 26 år. Användes ännu i dag för att ta kylvatten till Isovers process. 
6.  Sonnadam.                    I drift från 1882 till 1931. 49 år.                     
7.  Ljungsgård.(Millars schakt). I drift från 1889 till 1895.  6 år.Schaktet användes sedan till uppfordrings- och pumpschakt till 1914.  
8.  Brohus.                      I drift från 1891 till 1895.  6 år.
9.  Knut.                        Sänkt 1895. I drift från 1896 till 1909.  13 år.
10. Viktor.                      I drift från 1899 till 1924.  25 år.
11. Albert.                      I drift från 1901 till 1932. 31 år.
12. Oskar.                       I drift från 1903 till 1926. 23 år.
13. Ivar.                        I drift från 1909 till 1932.   31 år. Vidare i privat drift under krigsåren.
14. C.J.Malmros.                 Sänkt 1942. I drift från 1943 till 1954.  11 år. Sista pumpen togs upp i juni 1955.
På gamla Boserupsfältet inom Billesholmsområdet fanns ytterligare ett par schakt och några dagorter.
15. Theodor.                      I drift från 1866 till 1868.  2 år. 
16. Boserup.                      I drift från 1889 till 1908.  19 år.
17. Drottning Lovisas dagorter.   I drift från 1864 till 1888.  24 år.
18. Drottning Sopias dagorter.    I drift från 1866 till 1888.  22 år.
Det bröts redan på sjuttonhundratalet kol och lera i Lunnom, ca 1 km söder om Boserupsafältet.
19. Adolf Fredriks stenkolsgruva.  I drift från 1746 till 1796.  50 år
Förutom dessa gruvor finns ytterligare två stycken dagbrott. Ett beläget i Södra-Vram, och ett beläget mellan riksväg 110 och Lunnom. Båda dessa dagbrott har använts i modern tid. Dock har dessa brytningar handlat bara om lera.
Under andra världskriget (1939–1945), och några år efter denna tid, togs det upp kol ur en hel del gruvor som ägdes av privatpersoner. Det finns uppgifter om att cirka 160 gruvschakt sänktes och bearbetades under denna tidsperiod.

#### Namnen på gruvorna och sedermera på gatorna
Dessa mansnamn som fanns på en del gruvor kom många gånger från prominenta personer i landet, oftast personer som ingick i ledningen för Höganäs-Billesholms AB. Bland annat hade Vallåkrabolagets ledare Christoffer Billow, satt namn till schakt Christoffer och konsul Oscar Trapp (1847–1916) styrelseledamot i bolaget, fick låna ut sitt namn till Oscarschaktet. En annan styrelseledamot och Kapten tillika vid namn Albert Oldenberg, fick sätta namn på Albertschaktet. Ivarschaktet hade fått sitt namn efter överingenjör Ivar Svedberg (1866–1949), platschef för samtliga Höganäs-Billesholm AB:s gruvor och Viktorschaktet efter Viktor Schwartz (1843–1912), verkställande direktör och chef för Vallåkra stenkolsaktiebolag. Schakt Knut hade fått sitt namn efter vice häradshövding Knut Tillberg (1860–1946). Den enda som fick en gruva uppkallad efter sig utan att vare sig vara en prominent person eller en chefsperson vid bolaget var smeden Mattis och det har kanske sin förklaring i att det var han som först stötte på koltillgångar i denna del av kolfältet. Några av dessa herrar har även kommit att sätta namn på en del gator i Billesholm, till exempel Alberts-, Oskars-, Viktors- och Knutsgatan. Några gatunamn associerar också till gruvtiden: Kolgatan, Malmgatan, Gruvgatan, Sonnadamsgatan och Schaktsvägen. Överingenjör Ivar Svedberg har blivit ordentligt ihågkommen med två gator som är uppkallade efter honom, Ivarsgatan och Svedbergsgatan.

#### Nedläggningen
Gruvdriften hade legat nere under 1920-talet, men under början av 1930-talet steg efterfrågan och priser på stenkol och en rad investerare prövade lyckan i Billesholm, som låg nära den tyska marknaden. En "kolrusch" med många kortvariga brytningsprojekt och investeringar, fick orten att blomstra under ett par år, men den 1 mars 1932, ansågs det inte längre vara lönsamt med kolbrytningen och nästan all gruvdrift lades ner. Denna dag vajade flaggorna i Billesholm på halv stång.
Detta var en katastrof för trakten och det gav också eko i medierna över hela landet. Situationen bedömdes så allvarlig att det föranledde ett besök den 11 april 1932 av dåvarande statsminister Carl Gustaf Ekman och socialminister Sam Larsson. Året efter, 1933 i februari, fick Billesholm ett nytt ministerbesök i form av den nytillträdde socialministern Gustav Möller. Detta resulterade inte i någon hjälp för Billesholmsborna.
Nu följde några svåra år med stor arbetslöshet, som höll i sig tills andra världskriget startade. Under dessa år anordnades nödhjälpsarbeten, för att säkra någon form av inkomst för de cirka 450 arbetslösa, de flesta familjeförsörjare, som helt stod utan försörjning. Dessa nödhjälpsarbeten var många gånger vägarbeten, som låg långt från hemorten. Med dåtidens kommunikationsmedel betydde det ofta att familjeförsörjaren var skild från sin familj tills det påbörjade arbetet var färdigt. Situationen var svår på ett annat vis också, Billesholm fick under denna tid in mycket begränsade skatteintäkter
För att på något sätt bereda arbete till alla arbetslösa drogs det igång en hemstickningsindustri som närmast riktade sig till den kvinnliga delen av kommuninnevånarna. Detta visade sig högst otillräckligt, man får betänka att det var i stort sett alla i kommunen som hade blivit arbetslösa i samband med gruvnedläggelsen. Även en glasullsfabrik startades och den hade efter några år cirka 300 personer anställda. Denna industri skulle i framtiden visa sig bli den dominerande arbetsplatsen på orten.

#### Klondiketiden

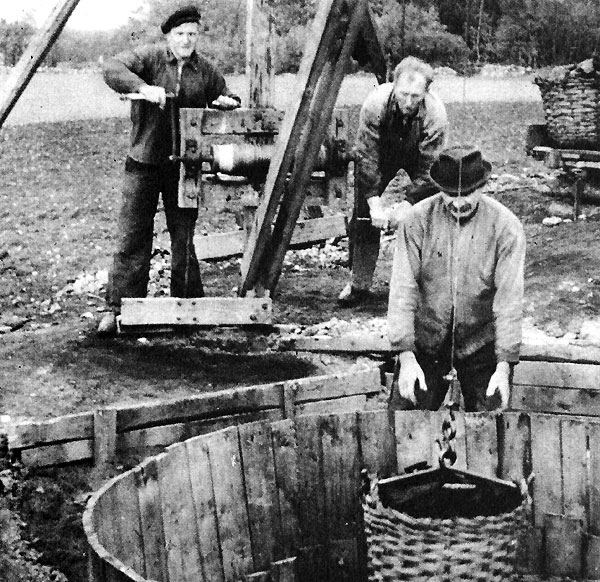
Kolgrävarfeber i Billesholm.
Gruvägare förtjänar 500 kr i veckan!
Edvin Johansson svarar för uppfordringen i en gruva, endast några meter från en ladugård. Gruvan sysselsätter 30 man, därav flertalet krypande i de 70 cm höga orterna, 14 meter under jordytan.
Original rubriker och bildtext från fotoreportage i Se nr 49, 1941

Under krigsåren 1939–1945 blomstrade den gruvdrift som populärt fått namnet "Klondiketiden". Under denna tid hade många privatpersoner gruvor och en del av dessa gruvor var hemma i den egna trädgården. Under krigsåren sänktes cirka 160 gruvschakt, med djup varierande mellan tre och trettio meter och bara under år 1942 bröts i dessa privatschakt, 97 000 ton stenkol. 1943 bröts 70 000 ton och detta endast med hjälp av hacka, spett och kampjärn. En hel del av dessa gruvor var belägna i dalgången mellan Kungahus och nerströms längs Bökebergsbäcken, mot Billesholm. Billesholms Järnhandel med tillhörande såg/snickerifabrik gjorde strålande affärer under denna tid, då de i stort sett levererade allt material, inklusive sprängämnen till dessa gruvor.
Uppskattningsvis 700 personer var under denna "Klondiketid" sysselsatta med sådan privatbrytning. Förtjänsterna var synnerligen goda, och att man i dessa smågruvor tjänade flera gånger så mycket som på ett vanligt arbete, var inte ovanligt. Ryktet om de goda förtjänsterna vid Billesholmsgruvorna, brandskattade en tid Nyvångs gruva på gruvarbetare. Denna gruva som hade varit i drift sedan 1911, hade många vana gruvarbetare som kom att fungera bra i Billesholm.
Höganäsbolaget hade koncessionsrätt på allt kol i detta område, och var till början med inte så pigga på att tillåta denna privatbrytning. De fick dock så småningom på grund av bristen på bränsle ge med sig, men fick några av sina krav tillgodosedda för att denna brytning skulle kunna komma igång. Ett krav var att det alltid skulle finnas en van gruvarbetare med vid varje gruva. Det fordrades också att man måste skaffa tillstånd för att få handla med fossila bränslen. Ett annat krav var att Höganäsbolaget skulle ha 50 öre per hl kol som togs upp. För att kunna kontrollera detta byggdes ett stenkast från det då existerande godsmagasinet vid järnvägen, en våg där alla kollass skulle passera. Där passerade också de flesta av lassen, men ett och annat letade sig om nätterna förbi denna våg, s.k. svartlass. Vågmästare vid denna våg var ett par herrar som hette Nils Welander och Alfons Heintze, på denna tid kända Billesholmsprofiler. Den sista tiden av denna privatgruvepok började det dock bli glest med lassen till vågen. Då drogs heltidstjänsterna in och vägningen förrättades på deltid av Allan Nilsson, allmänt kallad "Allan i pappersaffären" som hade sin rörelse omkring hundra meter från vågen.
Trots att Billesholmskolet internationellt sett var av dålig kvalitet gick det att sälja, eftersom det inte gick att få tillräckliga volymer importkol.

#### Nystarten av schakt Ivar
Under dessa krigsår startades det gamla bolagsschaktet Ivar igen i privat regi, och drevs under ett antal år av ett par entreprenörer vid namn Ernst Ström och Bengt Nyholm. Schakt Ivar hade då under några år tjänat som "soptipp" för en nystartad industri för framställning av isolering gjord av glasull. Schaktet var vid nystarten fullt av kasserad glasull, som först fick rensas bort, innan det gick att bryta kol. I denna gruva gick Ragnar Hägg efter en tid in som delägare efter Ernst Ström, vilken tragiskt nog omkom i detta gruvschakt.

#### Problemen
Stenkolsbrytningen i dessa privatschakt utfördes väldigt primitivt och på en del ställen var det stora problem med grundvatten som läckte in i ortsystemen och hela tiden måste pumpas bort. På många ställen kunde vattnet komma i sådana mängder att det inte gick att hålla undan, det blev ingen ekonomi i detta då energiåtgång och investeringar i pumpar åt upp förtjänsten. (Det finns uppgifter på att det fanns pumpar med 3000 minutliters kapacitet, men detta förslog inte alltid). Då fick denna brytningsplats överges, med de ekonomiska konsekvenser detta innebar för ägaren. Förutom problemet med vatten som måste hållas borta fanns förkastningar, vilket betydde att flötsen helt plötsligt tog slut och fortsatte på ett annat okänt djup. Den största kända förkastningen finns i den norra delen av kolfältet, vid Höganäs. Här finns en förkastning som är 160 meter. På en brytningsplats fanns en underjordisk sjö, där kolet fick skeppas över på pråmar.
Att folk genom olyckshändelser både skadade sig och omkom i gruvorna var inget ovanligt. En del av dessa olyckshändelser var rasolyckor, som många gånger berodde på ett inte alltid alltför väl utfört stämpingsarbete. Att stämpa innebar att stötta upp taket i gruvorterna och denna stöttning utfördes med granslanor som benämndes props. Sprängolyckor var också vanliga eftersom man för att få loss stenkolen använde dynamit. Nästan ett tjugotal människor fick sätta livet till i gruvolyckor under de åren som denna privata gruvdrift förekom.

#### Slutet på Klondikeperioden
Efter denna "Klondiketid" var det sagt att gruvägarna skulle återställa marken där de hade haft sina gruvor. För ändamålet hade det satts undan pengar i en fond som skulle finansiera detta. När det var dags att använda denna fond visade den sig vara alldeles för snålt tilltagen, därför lämnades det mesta som det var. En del gruvor stod till och med öppna utan några särskilda skyddsanordningar ett par år in på 1960-talet, bland annat schakt Ivar. Albert stod också öppet länge, då det hade startats bilverkstad i schakt Alberts byggnader. (Det var bilfirman Rask & Björk som flyttat hit, efter att tidigare funnits i lokaler i anslutning till Godtemplarhuset).

#### Idag

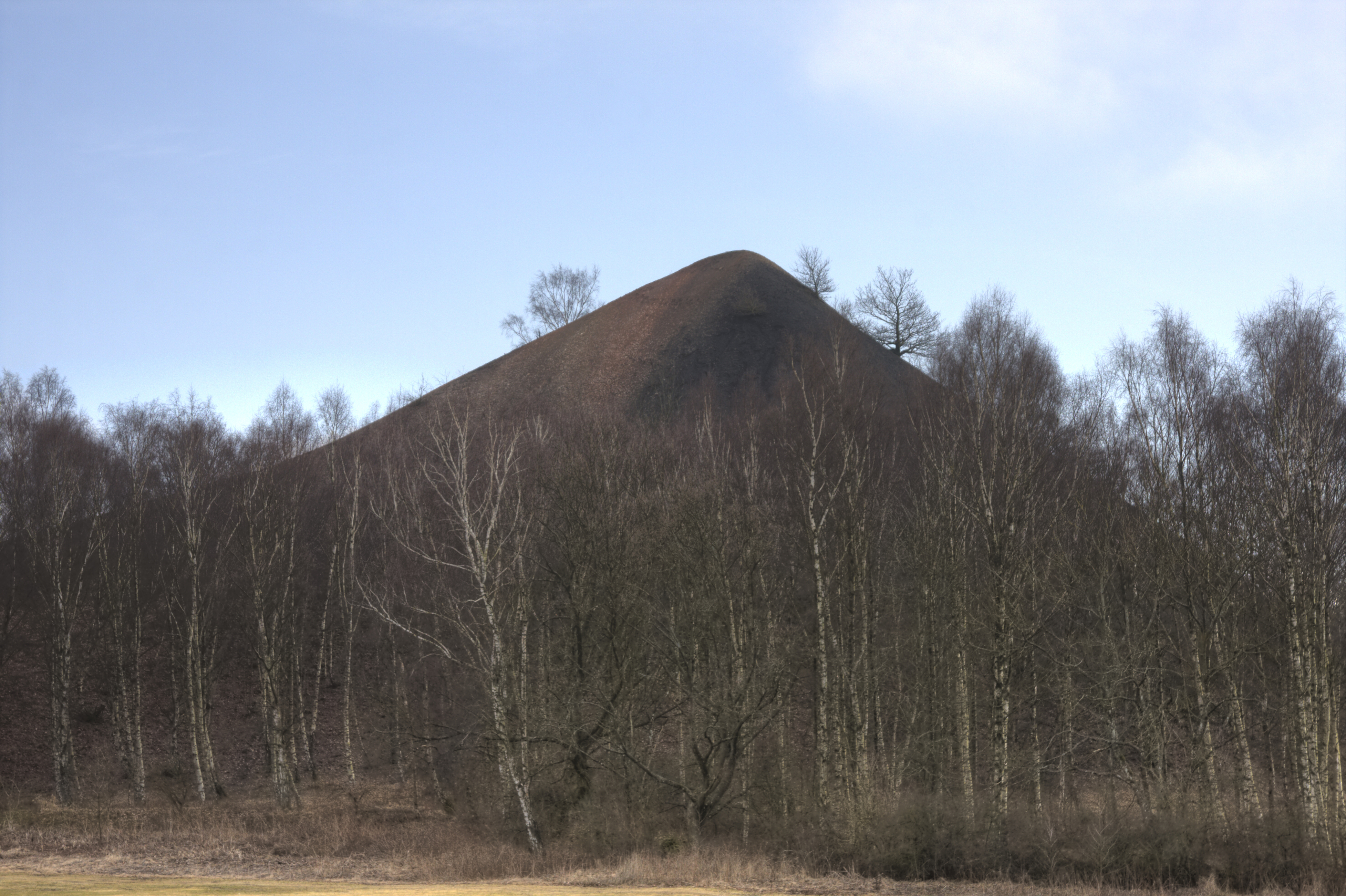
Slagghögen vid schakt Malmros.

Det finns i dag en hel del slagghögar i skogarna runt Billesholm som påminner om denna gruvtid. De stora schakten Oskar, Albert, Ivar, Ljungsgård, Sonnadam, Brohult, Viktor, Kapten Berg, Malmros och i viss mån Knut, går att identifiera i terrängen, trots att så många år förflutit sedan driften upphörde. Det är just på grund av dessa kvarvarande slagghögar som det går att hitta dessa platser. Övriga slagghögar man stöter på har hört till privatgruvor och med tanke på att det fanns cirka 160 privatschakt under krigsåren är det idag nästan omöjligt att fastställa vem som ägde vilken gruva på den tid det begav sig. En del av dessa slagghögar har också blivit utplånade på grund av att man använt detta bergmaterial till att bättra på beläggningen på en del skogsvägar. Det börjar också bli glest i leden efter de människor som var med på denna tid och som skulle kunnat berätta. Det finns idag inga öppna gruvschakt längre, med undantag för schakt Malmros, där det gjutits ett rejält lock i betong över gruvschaktet och schakt 6 pumpschakt, som finns inne på Isovers fabriksområde och är skyddat med ett låst lock. Schakt 6 pumpschakt används för att ta kylvatten till nämnda industris process.

#### Höganäs-Billesholms AB sänker nytt schakt

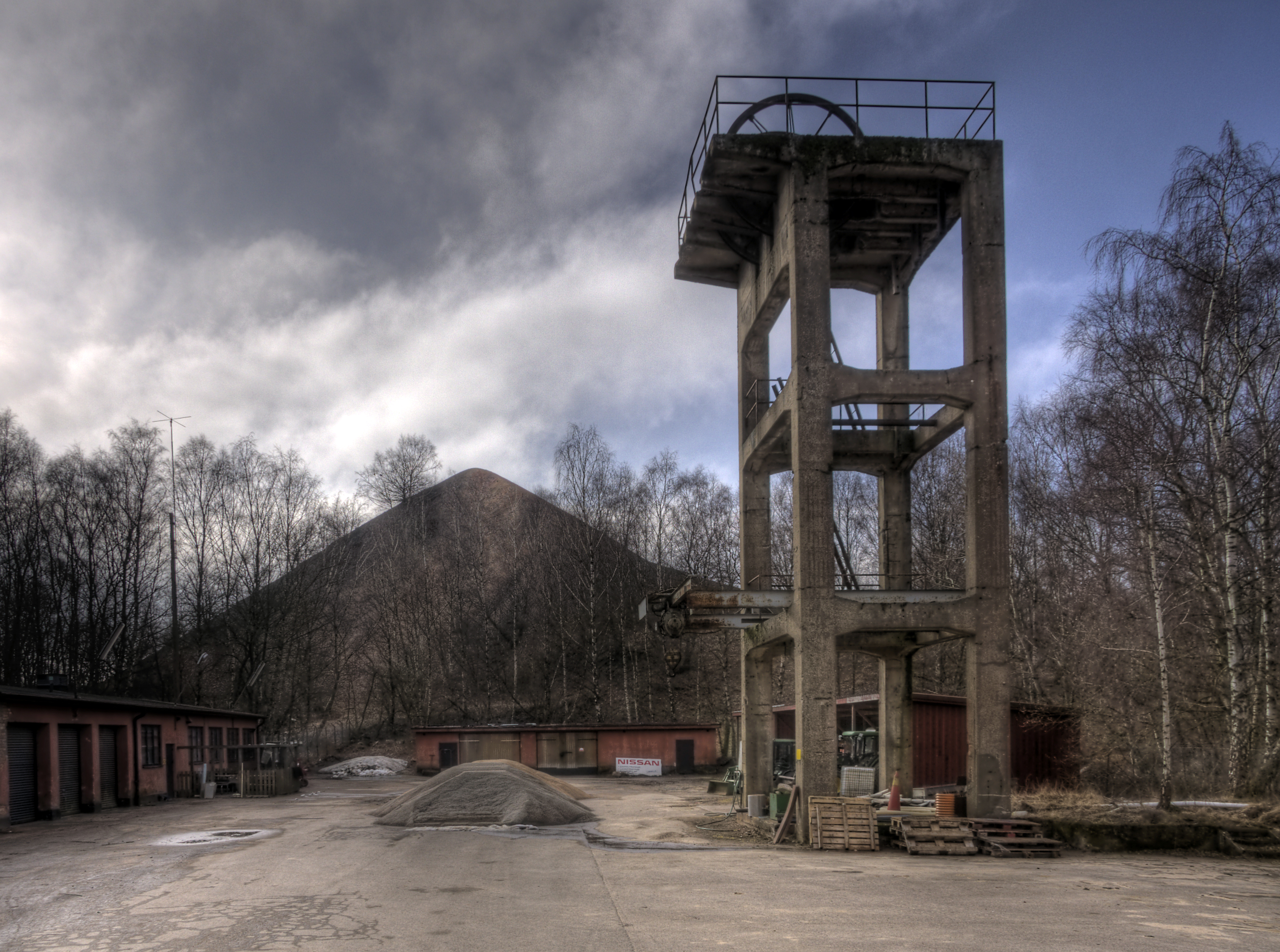
Schakt Malmros "galje" med slagghögen i bakgrunden.

1943 sänktes schakt C G Malmros (namn efter Höganäsbolagets styrelseordförande, direktör Carl Johan Malmros 1874-1947, Klippan), i Höganäs-Billesholms AB:s regi och bolaget ansåg det då lönsamt igen med kolbrytning. Detta berodde nog till viss del på att denna schaktsänkning subventionerades med statliga pengar för att det skulle bereda arbete till arbetslösa i kommunen. Meningen med brytningen i schakt Malmros var då främst att bearbeta *B-flötsen, som här låg på cirka 60 meters djup. Driften var igång i cirka 10 år och lades ner 1954. I detta schakt bröts kolet med moderna metoder. Här hade hackan, spettet och kampjärnet bytts ut mot tryckluftsdrivna förskrämnings- och bergborrmaskiner och transporterna av gruvvagnarna skedde med ett vajersystem, där vagnarna hakades på en vajer som löpte i taket i huvudorterna. På detta sätt transporterades gruvvagnarna med det material som brutits fram till schaktet, där en hissanordning tog hand om det för vidare befordran upp till marknivå. På marknivå sorterades materialet i stenkol, lera och sten. Det var naturligtvis bara stenkolen och leran som togs till vara, stenen eller bergmassorna hamnade i en hög som med åren växte sig rätt så stor och ännu finns orörd kvar.
Tidningsredaktören Josef Nilsson (1901–1976) gjorde 1946 i samarbete med Hembygdsföreningen en film som fick titeln Billesholm I Helg & Söcken, där det finns en hel del tagningar från just Schakt Malmros, både över och under jord.
Detta schakt fick med tiden underjordisk förbindelse med schakt III i Bjuv. Schakt III, som även kallades Greve Strömfeldts schakt, hade förbindelse med schakt Gustav Tornérhjelm i Gunnarstorp och med schakt Carl Cervin i Nyvång, som var Skandinaviens genom tiderna största stenkolsgruv. Det var alltså möjligt att på denna tid transportera sig under jord från Billesholm via Bjuv och Gunnarstorp till Nyvång. Dessa transporter under jord utfördes på senare tid oftast medelst cykel, och det var för att transportera gruvarbetarna till de olika brytningsplatserna som kunde ligga långt från schaktet, där de kom ner. Dessa "gruvcyklar" var lite speciella, de hade sadlar av trä. Detta p.g.a. att lädersadlar ruttnade upp i denna fuktiga miljö.  
Schakt Malmros har också fått förbindelse med schakt 6 pumpschakt, trots att det skiljer nära sextio år mellan dessa båda schakts brytningsperioder. Detta har konstaterats därigenom att vid låg vattennivå i sexans pumpschakt går det att känna ett vinddrag i schaktet. Detta vinddrag kan bara komma från schakt Malmros, eftersom inget annat schakt i närheten är öppet. Dessa båda schakt ligger cirka en och en halv kilometer från varandra och troligtvis har man av misstag vid brytningen i schakt Malmros brutit sig in i schakt 6 gamla ortsystem och på så vis upprättat denna underjordiska förbindelse. En annan teori är att där har blivit förbindelse mellan dessa schakt genom ras. I dag kan man intill Söderåsens golfklubbs banor beskåda schakt Malmros enorma slagghög som reser sig som ett monument över en era som denna trakt aldrig mera kommer att återuppleva.

#### Den definitiva nerläggningen
Efter krigsslutet 1945 när gränserna öppnades och det var fritt fram för importerat kol kunde inte det dåliga Billesholmskolet konkurrera längre. En del kolgruvor hölls i gång en bit in på 1950-talet, främst för att vissa gruvägare hade varit så förutseende att de skrivit långtidskontrakt med sina kunder.

#### En av få stenkolsfyndigheter
Den kolkropp som bearbetades i Billesholm sträcker sig från Höganäs i norr till Ekeby och Simmelsberga i söder. Den består av två flötser med som mest cirka 25 meters mellanrum, varav det som benämnes A-flöts på en del ställen ligger väldigt ytligt. Detta utnyttjades under privatgruvetiden eftersom detta kol var förhållandevis enkelt att få upp, eftersom det inte låg så djupt. I någon del av gruvfältet låg kolflötserna så nära varandra att brytning av båda samtidigt var möjlig och i någon del fanns endast en kolflöts.
Andra orter i denna trakt där gruvdrift bedrevs var Höganäs, Nyvång, Gunnarstorp, Olstorp, Bjuv, Hyllinge, Ekeby och Simmelsberga. Denna stenkolsfyndighet är förutom en fyndighet i Fyledalen norr om Ystad och en i Stabbarpsområdet norr om Eslöv, de enda som hittats i landet och under de år som det bröts kol uppskattas det att det bröts cirka 30 miljoner ton ur dessa flötser. Gemensamt med dessa kolfyndigheter är att de alla är belägna i Skåne. Fyndigheten i Fyledalen exploaterades aldrig, på grund av att kolflötsen här låg så djupt att den bedömdes inte vara lönsam att bryta.

### Lerbrytningen
Förutom att lerbrytning förekom tillsammans med kolbrytningen i en del av gruvorna, kom denna lerbrytning att fortsätta långt in på 1960-talet. Detta skedde då på en plats en bit utanför Billesholm som kallas Hultet, (på samma område där schakt Mattis och schakt Christoffer en gång sänktes) och det var bl.a. bröderna Erik och Gösta Sjödahl, kompanjonerna Evert Karlsson och Sture Troedsson, bröderna Henning, Hugo och Agne Rosvall, samt Aron Nilsson som stod för denna lerbrytning. Aron Nilssons schakt rasade en dag samman, detta skedde som tur var en helg då ingen vistades i gruvan. Efter denna rasolycka startades aldrig detta schakt upp igen. Redan så sent som 1960 sänkte Karlsson/Troedsson ett nytt schakt som det bröts lera i till 1968. Denna gruva låg på Södra-Vrams Fälad, närmre bestämt på hörnet, där vägen mot Haberga ansluter till Böketoftavägen. Detta var den sista gruva under jord, som då stängdes här i Billesholm. Efter denna tid har endast brytning av leta i dagbrott. Två stora dagbrott finns, ett mellan Lunnom och Hagaslätt och ett som benämnes Albert 2, eller nya Albert. Det sistnämnda är beläget i Södra Vram, till höger om vägen till Norra-Vram från Billesholm räknat, strax innan backen ner mot Åbro mölla.

### Fackföreningarna
Under denna första gruvtid var fackföreningarna, såväl de syndikalistiska, kommunistiska som socialdemokratiska, aktiva i Billesholm, Bjuv och Ekeby. En rad strejker och konflikter påverkade relationerna mellan gruvägare och arbetare, men även mellan arbetarna. Den 17 maj 1890 bildades det i Billesholm, mitt under en av dessa ständigt återkommande konflikter, Sveriges kolgruvearbetares förbund. Detta förbund bestod av föreningarna i Billesholm, Ljungsgård och Bjuv.

### Folkets Park

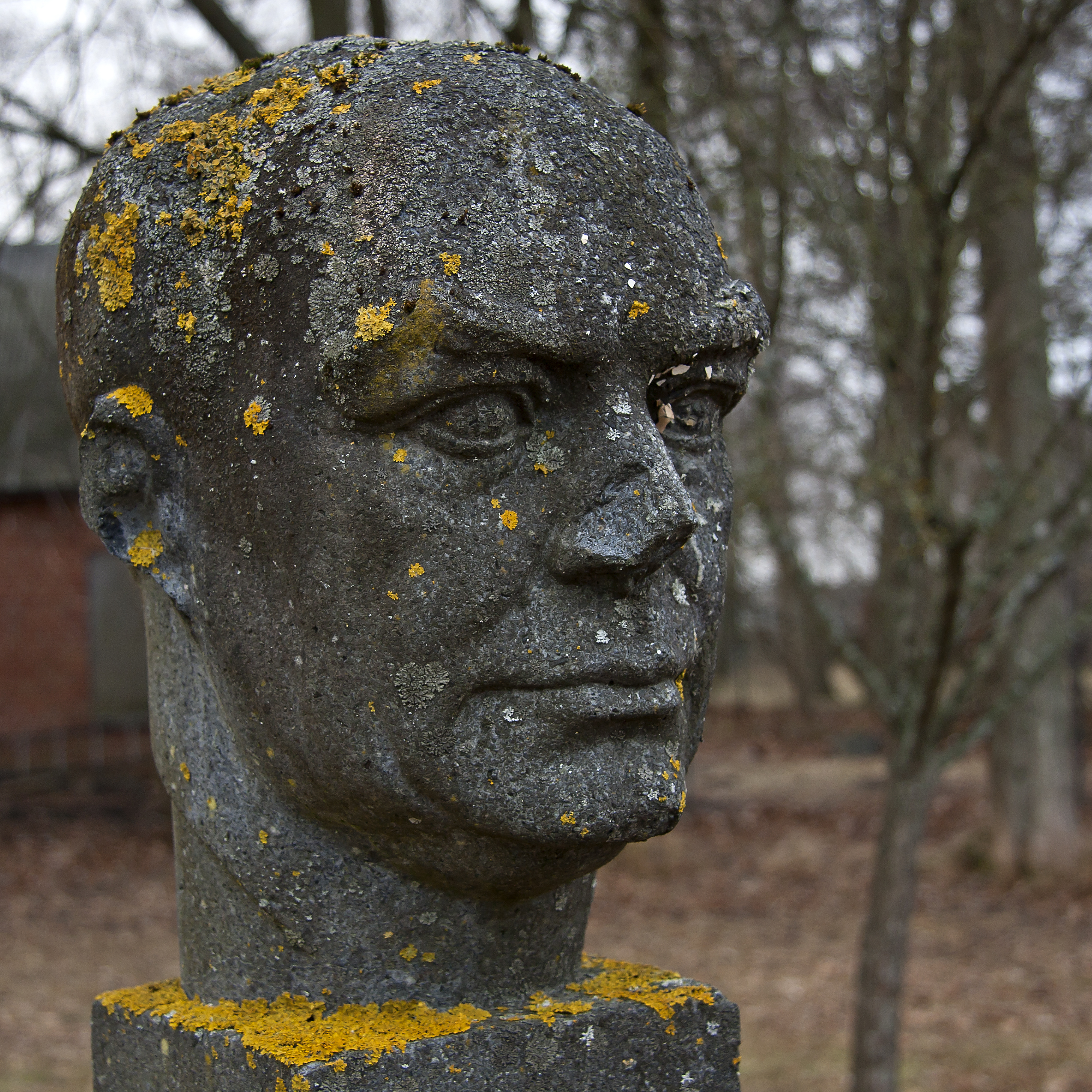
Byst av Per Albin Hansson.

Folkets Hus började byggas i slutet på 1800-talet, på mark som hade inköpts av granngården Borgavad, och invigdes i januari 1901. Första maj-talare 1908 var vår kommande statsminister och folkhemsbildare Per Albin Hansson (1885–1946). En byst i parken av Per-Albin Hansson påminner om detta besök.
Den största anledning till uppförandet av Folkets Hus var att gruvarbetarna skulle få någonstans att ha sina sammankomster. Arbetsgivaren gruvbolaget ägde praktiskt taget hela bygden, så gruvarbetarnas möten blev ofta avbrutna och mötesdeltagarna skingrade, en del gånger med rätt bryska metoder. Med Folkets Hus fick de äntligen en plats där de kunde samlas utan att bli bortkörda. Folkets Hus, eller Folkets Park som det oftast kallas, hade sin storhetstid på 1930-, 1940- och 1950-talen. Först under ledning av Ernst Södergren till 1945, och sedan under en femtonårsperiod av Arne Nykvist. Arne Nykvist var också en duktig fotbollsspelare, först i Ljungsgårds IF och sedan i Billesholms GIF, där han spelade över 300 matcher.
Bland annat de lokalrevyer som gick av stapeln under dessa decennier, drog mycket folk till Folkets Park. Textförfattare till 1930-talsversionerna av dessa revyer, var Sven "Herris" Jönsson och 1940-talsversionerna Knut de la Motte, fotbollsspelare i BGIF, tjänsteman vid Billesholms järnvägsstation och en välkänd Billesholmsprofil. Bygdens son Hasse HP Persson, har skrivit en del om Billesholms Folkets Park, som går att läsa i skriften Folkets Park en hundraårskrönika.

### Kolmilorna
Under en period på 1940-talet tillverkades träkol, i två kolmilor i Boserups gods regi. Det fanns under krigsåren ett konstant behov av träkol, då bensinen var ransonerad och fordonen drevs med gengas, som man bland annat utvann från träkol.

### Järnvägen

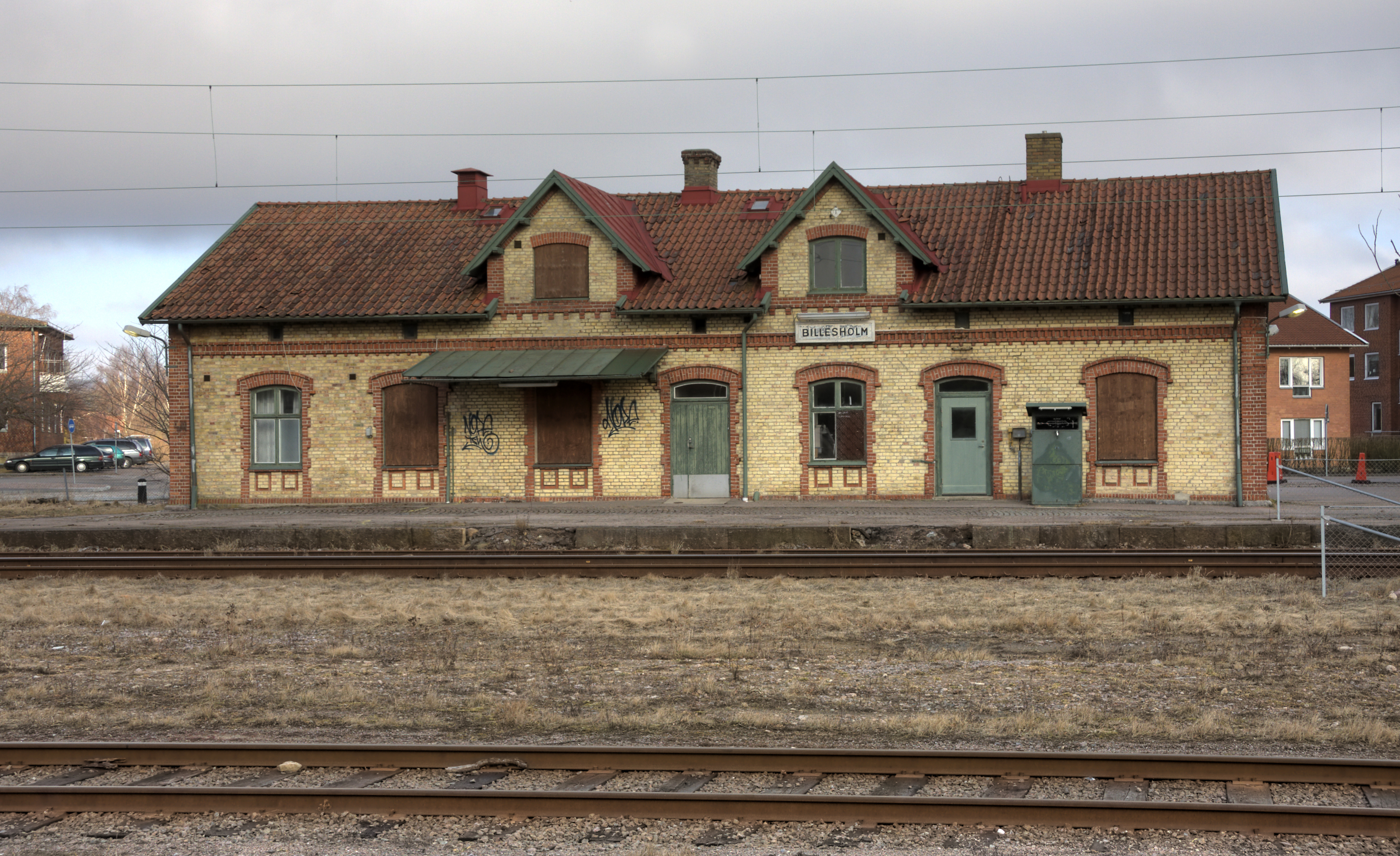
Billesholms station.

Billesholm hade under en tid, förutom den järnvägslinje som anlades 1876 (Ängelholm-Billesholm-Landskrona), även en järnvägslinje (1874–1940) mellan Billesholm och Bjuv. Denna linje gick den första tiden även till Hyllinge. Järnvägsstationen som betjänade denna tåglinje hette Billesholm och benämndes även "Lille station". Efter nerläggningen av järnvägslinjen Billesholm-Bjuv övergick stationsnamnet Billesholm 1943 till den station som finns i dag och som tidigare hette Billesholms Grufva. Vidare utbyggnad av västkustbanan från Billesholm via Teckomatorp till Malmö hade då blivit färdigställd redan 1886.
Billesholms järnvägsstation var tidigare en järnvägsknutpunkt, och hade även tågförbindelse med Landskrona. Denna järnväg hade sträckningen Billesholm-Ekeby-Kingelstad-Ottarp-Vadensjö-Säby-Landskrona. Järnvägslinjen till Landskrona som inte var elektrifierad trafikerades till en början av ånglok. Ångloken ersattes så småningom av dieseldrivna rälsbussar och dessa användes tills järnvägen från Billesholm till Landskrona lades ner 1960. 1962 anlades riksväg 110 som delvis följer samma rutt som järnvägen hade. Man kan ännu i dag se fragment av denna järnväg. Vid Tjutebro finns de gamla fundamenten för järnvägsbron kvar, och i Vadensjö, kan man se resterna av den gamla banvallen. Även brofundamenten där banan korsade järnvägen mellan Helsingborg och Eslöv i Rååns dalgång vid Ottarp finns kvar.
Förutom detta spårnät hade gruvorna Oskar, Albert, Viktor, Knut och Ivar spårförbindelse med Billesholms Grufva, och schakten Malmros och Sonnadamm hade spårförbindelse med Billesholms station (Lille station). Spåret som gick från Billesholms Grufva upp till Ivarschaktet passerade på sträckan dit upp både Viktorschaktet och schakt Knut. Schakt Albert var knutet till detta spår med en växel, ungefär där idag Ängsgatan ligger. Schakt Oskar hade eget spår till Billesholms grufva. Där detta stickspår till schakt Albert en gång gick kan man ännu se brofundamenten där spåret gick över Bökebergsbäcken. Detta spår gick från bangården, över Järnvägsgatan mitt för Torngatan, vidare emellan där branddammen ligger, och Bäckstigen. Spåren gick över Ängsgatan, som precis som Bäckstigen inte fanns på denna tid, och fortsatte på det som idag är en promenadstig, vilken utmynnar vid Charkprodukters fabrik. Dock gick dessa spår rakt fram mot schakt Knut, istället för att följa vägen ner för backen mot bäcken och Södra Vrams fälad. Att Torngatan idag har den något böjda sträckning gentemot de andra gatorna i samma kvarter beror på att den gatan anlades parallellt med järnvägsspåret till gruvorna.
Lille station var knuten med ett stickspår till Billesholms Grufva, och av detta spår finns det mesta kvar och det är det spår som idag går mellan Billesholms station och Isovers fabrik. Av spåret Lille station-Bjuv-Hyllinge finns det en bit kvar mellan Findus och Bjuvs station. Där övriga spår till dessa schakt en gång gick finns i dag på en del ställen promenadstråk. 
2016 blev bygget av en gångtunnel under järnvägen vid stationen färdig. Trots att entreprenören gått i konkurs två veckor tidigare, återinvigdes Billesholms station i december 2021 för pågatågstrafik på Söderåsbanan mellan Åstorp och Malmö C.

### Hotellet
Hotellbyggnaden uppfördes runt sekelskiftet 1900 av Höganäsbolaget och fungerade i första hand som representationslokal med övernattningsmöjligheter åt företaget, men även som komplement till järnvägsstationen med dess ständiga ström av resenärer. Billesholms Hotells storhetstid slutade när gruvdriften lades ner. Trots att en hel del driftiga entreprenörer försökt hålla liv i denna rörelse har det i modern tid inte gått att få någon större lönsamhet i den. Det som där var mest fart på var "trean", ett ölshapp som under ett antal år fanns i hotellets regi. Under slutet av 1960-talet drevs pubverksamhet med lokala musiker som stod för underhållningen. Billesholms Hotell revs i mitten av 1980-talet för att lämna plats åt ett modernt hyreshus. Då hade hotellverksamheten redan varit nerlagd några år. En av de sista hyresgästerna i denna anrika byggnad var möbelföretaget Eternus Möbler. Företaget sålde, enligt denna tidens mått, relativt exklusiva skinnmöbler.

### Handeln
Under krigsåren och in på 1950- och 1960-talet blomstrade handeln i Billesholm. Förutom ett tiotal livsmedelsaffärer, där Konsum var representerad både i Billesholm, på Ljungsgård och på Fäladen, fanns det skoaffär, herr- och damekiperingsaffärer, tobaksaffär, blomsteraffär, kött/ostaffär, järnhandel, färgaffär, möbelaffär, konditori, café med mera. Det fanns på 1950-talet också en del ambulerade verksamhet, då mjölk, bröd, kött, läsk- och fiskförsäljning skedde vid dörrarna till folks hem. Det hände också att ambulerande försäljare av korgar, trädgårdsmöbler, stegar och liknande kom på hembesök, dessa försäljare som ofta var från Göingebygden, benämndes i folkmun med namnet "stiagöingar" (Stie är den Skånska benämningen på stege).
Denna ambulerande verksamhet sköttes när det gällde fiskförsäljning av Alva Lundgren, läsk och pilsner av Gunnar Seth från Ljungsgård, mjölk av Erik Nordin, bröd av Ettans bageri och senare av "Pelles Brödbil" (Per Jakobsson) och kött såldes en tid av en herre som hette Felbe och som kom från Strövelstorp.

### Annan verksamhet
Det har också funnits smedjor, åkeri- och taxiverksamhet, dam- och herrfrisör, begravningsbyrå, vvs-firmor, gatukök, elinstallationsfirmor, byggnadsfirmor, snickeri, hotell, pub, banker, post, bageri, skrädderi, bensinstationer, bilverkstäder, skomakeri, toffelmakeri med mera. En del av dessa verksamheter, finns ännu kvar.

### Administrativ historik
Billesholm låg med en del i Södra Vrams landskommun och en del i Risekatslösa kommun. Planerna på att bilda ett municipalsamhälle skrotades år 1947, varefter Billesholms kommun bildades år 1952 genom sammanslagning av de två nämnda samt Norra Vrams landskommun. Norra delen av tätorten Billesholm var före 1965 en egen tätort med namnet Södra Vram.

### Befolkningsutveckling
| Befolkningsutvecklingen i Billesholm 1900–2010                                                         | Befolkningsutvecklingen i Billesholm 1900–2010 | Befolkningsutvecklingen i Billesholm 1900–2010 | Befolkningsutvecklingen i Billesholm 1900–2010 | Befolkningsutvecklingen i Billesholm 1900–2010 |
| --- | ---------------------------------------------- | ---------------------------------------------- | ---------------------------------------------- | ---------------------------------------------- |
| |                                                |                                                |                                                |                                                |
| År |                                                |                                                | Folkmängd                                      | Areal (ha)                                     |
| 1900                                                                                                   | 1900                                           |                                                | 1 295                                          | †                                              |
| 1960                                                                                                   | 1960                                           |                                                | 1 373                                          |                                                |
| 1965                                                                                                   | 1965                                           |                                                | 1 761                                          |                                                |
| 1970                                                                                                   | 1970                                           |                                                | 2 465                                          |                                                |
| 1975                                                                                                   | 1975                                           |                                                | 2 735                                          |                                                |
| 1980                                                                                                   | 1980                                           |                                                | 2 903                                          |                                                |
| 1990                                                                                                   | 1990                                           |                                                | 2 860                                          | 280                                            |
| 1995                                                                                                   | 1995                                           |                                                | 2 814                                          | 289                                            |
| 2000                                                                                                   | 2000                                           |                                                | 2 688                                          | 290                                            |
| 2005                                                                                                   | 2005                                           |                                                | 2 794                                          | 290                                            |
| 2010                                                                                                   | 2010                                           |                                                | 2 910                                          | 291                                            |
| Anm.: Sammanvuxen med Södra Vram 1970. Sammanvuxen med Bjuv 2015. † Som köpingsliknande samhälle 1900. |                                                |                                                |                                                |                                                |

## Industri
Förutom gruvindustrin som varit dominerande på denna ort, har det under åren även funnits annan verksamhet. 
Från 1888 fanns ett tegelbruk på området där Isover finns i dag. Tegelbruket låg strax söder om gruvschaktet Kapten Berg. Detta bruk lades ner efter en brand 1912. Tegelbruket hade vid starten en kapacitet på en och en halv miljon tegel per år. Bruket byggdes sedermera ut till en kapacitet på fem miljoner tegel per år.
Under många år drevs Billesholms tryckeri, som startade 1933 i Ljungsgårds f.d. skola av en August Olsson. Sonen Ernst Olsson övertog sedan verksamheten och lämnade i sin tur över den till sin son Lasse. Då hade företaget flyttat in i nya lokaler på Tryckerivägen, nära Nybrodal. Lasse Olsson hade ett mycket nära samarbete med Hasse HP Persson, och var delaktig i att så många av Hasses verk kom på pränt. Billesholms tryckeri är idag nerlagt.
På 1950-talet fanns det en syltindustri i Åvarp, en bit utanför Billesholm. Namnet på denna industri var Skånska Saft och Syltfabriken. Innehavare var Folke Holmberg, en välkänd Bjuvsprofil. Denna industri var inrymd i en byggnad som tidigare tjänat som mejeri, och ännu tidigare inrymt en limfabrik.
På 1940-talet startades Billesholms Åkeribolag (BÅB), som hade sitt kontor vid sidan om Fremdlings frisersalong. Bolaget ägdes av en herre vid namn Schotte Rosenqvist. Åkeribolaget hade även två st. stenbrott i Åvarp, där spåren av denna stenbrytning ännu idag syns.
Malte Rönnberg, f.d gruvägare från Klondiketiden, drev under många år mekanisk verkstad i Billesholm. Denna verkstad utvecklades så småningom till en industri för tillverkning av bl.a. traktorhyttar.
Bolaget WI-TÖ Rostfria etablerades redan i början på 1960-talet, då det startades av Lennart Wiktorsson och Bertil Törnkvist. Företaget hette först Wi-Tö Plåt & Svets fram till 1982, då namnet ändrades till Wi-Tö Rostfria. Verksamheten startade i schakt Oskars f.d. lokaler, men flyttade efter några år till nya lokaler på Glasgatan, i närheten av Isovers fabrik. De båda innehavarna var även kända som duktiga brottare i Billesholms Brottarklubb. Företaget finns ännu kvar och drevs av Kenneth och Vibeke Törnkvist, son och dotter till en av dem som en gång startade firman, fram till 2020 varvid hela företaget har sålts till en annan aktör i branschen. 
Brunnsborraren John Nilsson startade sin verksamhet i början av 1960-talet, och även denna firma finns kvar och verkar i Billesholm. John själv dog 1992 efter en tids sjukdom. Sonen Kenneth Nilsson driver firman vidare. Företaget heter numera John Nilssons Brunnsborrning eftr.
Charkuteriföretaget Billesholmskorv startades under första halvan av 1960-talet av Arne Madsen. Företaget existerar ännu i dag, under namnet Charkprodukter AB. Nya ägare sedan den 10/11 2016 är KLS Ugglarps AB, Dalsjöfors. 
Isover (före detta Gullfiber) har fabrik i Billesholm och är ortens största arbetsgivare. Fabriken startades 1933 av Höganäsbolaget, som en ersättningsindustri för gruvorna. Industrin startade i mycket liten skala och hette från början Billesholms Glasulls AB. Fabriken började tillverka glasull för isoleringsändamål, enligt en metod som benämndes Hagermetoden. Fabriken hade som mest 12 stycken Hagerugnar i drift. Denna metod användes fram till 1960, då man gick över till den franska tillverkningsmetoden Telmetoden. Att tillverka glasull enligt denna franska metod hade då sedan 1957 provats på företagets dotterbolag i Söråker.
Denna fabrik i Billesholm har med åren blivit Sveriges ledande industri för isoleringsmaterial. Dotterbolagen i Söråker, Alvesta, Vrena, Älvängen och Katrineholm har däremot blivit nerlagda. Malte Johansson var VD från 1959 till början av 1976, och under dessa år skedde stora förändringar på företaget. Företaget har förutom att vara ägt av Höganäsbolaget även varit ägt av Gullhögens bruk och Industrivärden. Företaget har haft den världsomspännande koncernen Saint-Gobain i Frankrike som delägare sedan 1963 och då med en 40-procentig andel. Sedan 1986 är dock Saint-Gobain ensam ägare. Företaget har under åren skiftat namn några gånger och hetat Billesholms Glasulls AB, Gullhögen,
Gullfiber och sedan år 2000 är namnet Saint-Gobain Isover AB.
Ecophon i Hyllinge är ett dotterbolag till Saint-Gobain Isover AB. Ecophon tillverkar och utvecklar akustiksystem. 
Bilsom, grundat 1968, var också ett dotterbolag till Isover som tillverkade hörselskyddsprodukter. Bilsom var senare ägt av Dalloz Safety och Bacou-Dalloz. Företaget flyttade först till Tjeckien och sedan vidare till Kina, där det verkar idag.

## Billesholms Cykel Grand Prix
Billesholms Cykel Grand Prix var ett motionslopp som första gången kördes 1981 och alltid kördes på Kristi Himmelfärdsdag. Det fanns två banor, en på 31 och en på 57 km. Start och mål var Billesholms Folkets Park, och dagen avslutades alltid med dans i parken. Billesholms Cykel Grand Prix grundare är Allan Andersson, bilförsäljare på Lindells Bil AB. 2011 flyttades loppet till söndagen efter Kristi Himmelfärdsdag. Anledningen till detta är svår att förstå, då detta lopp nu kolliderade med Mors Dag. Denna flyttning gjorde att deltagarna svek, och detta år blev också det sista som Billesholms Cykel Grand Prix kördes.
Detta var egentligen från början ett lopp för bilar (Vrams Grand Prix), med start i Norra-Vram och loppet kördes endast en gång 1933. Banan var 29,7 km lång och kördes 12 varv. Loppet arrangerades av KAK Kungliga Automobilklubben, och segrare i detta lopp blev italienaren Antonio Brivio och han hade en snittfart på 121,45 km/tim. Loppet blev nerlagt på grund av att en dödsolycka inträffade på "Fäladen" där sex bilar var inblandade. En mekaniker vid namn Erik Lafrens fick sätta livet till och fastigheten som låg där olyckan inträffad, tog eld och brann ner till grunden. Den kurva där olyckan inträffade, kallas ännu idag för Grand Prixkurvan. Kurvan finns på det som idag heter Böketoftavägen, cirka 400 meter från Charkprodukters fabrik, i riktning mot Kågeröd. Barnboksförfattaren Astrid Lindgren var tävlingssekreterare vid detta evenemang.

## Idrott

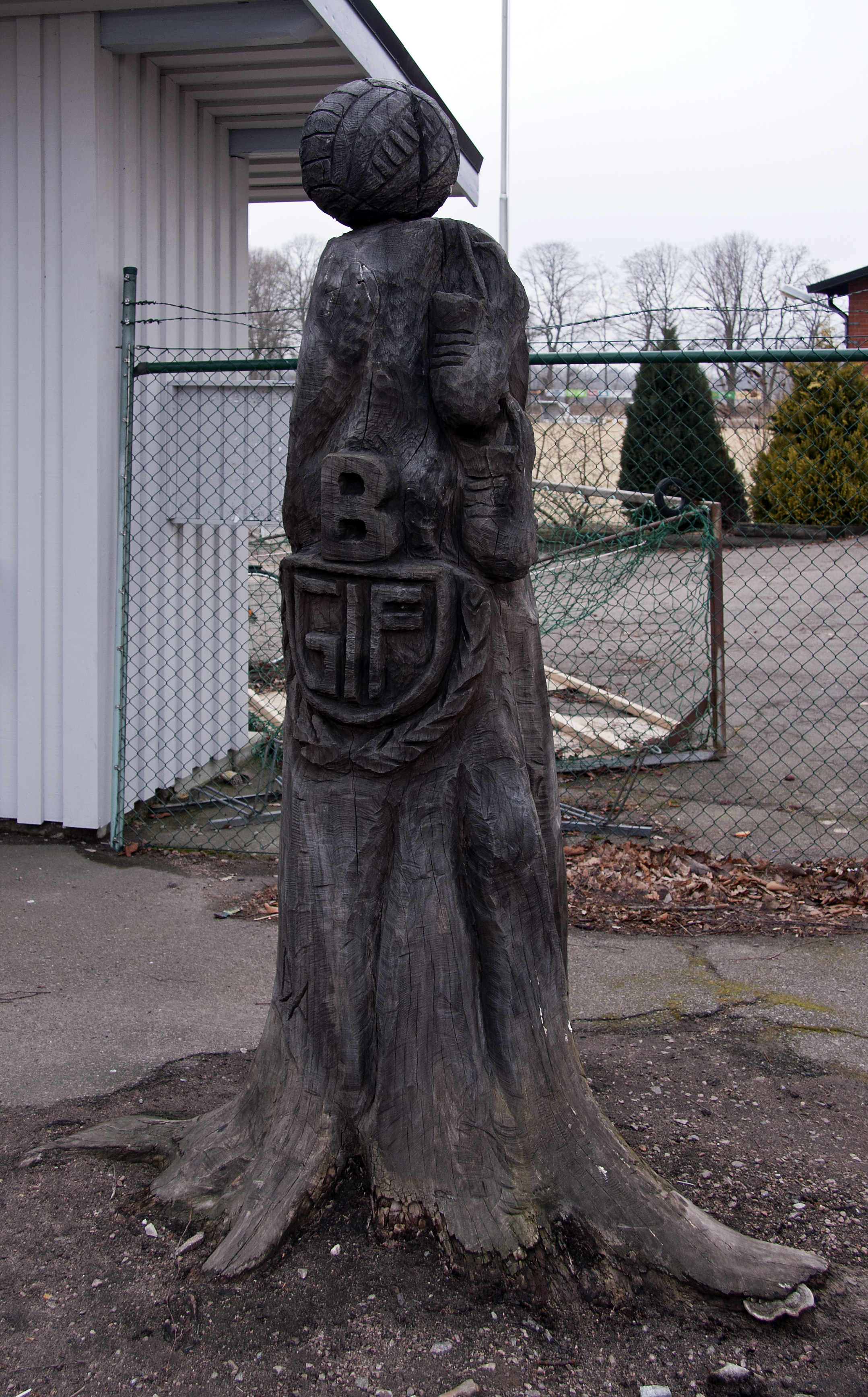
Träskulptur med klubbmärket för Billesholms GIF vid idrottsplatsen.

Billesholm har genom åren haft fyra fotbollslag, Ljungsgårds IF (1920-1930-talet), Billesholms FF (1943–1946), Vrams IF (sedermera Billesholms IK) och Billesholms GIF. De två sistnämnda existerar ännu.
Den 19 september 1919 bildades Billesholms Gymnastik o Idrottsförening. Hemmaarenan var då den s.k. ”Blåsarbacken”. Denna fotbollsplan bebyggdes senare av Bolaget, som då istället upplät ny mark till BGIF. 1920 flyttades fotbollsplanen till de s.k. ”Dammarna” vid gamla tegelbruket. 1921 flyttades planen vidare ”till torget”. 1925 ansågs fotbollsplanen vid torget för liten för att bli kallad förstklassig, så 1927 inleddes bygget av ny idrottsplats ”vid forna grusgraven bakom Folkets Park”. Den 14 juli 1929 invigdes planen vid Folkets Park (samma område som IP sedan byggdes), med match mot Landskrona BOIS. Den 11 februari 1935 köpte Höganäs-bolaget ytterligare mark till IP-bygget. Mellan 1936 och 1938, medan nuvarande IP byggdes, spelade BGIF hemmamatcherna på ”Skogsvallen” belägen mellan Kyrkbacken och f d Schakt Viktor (Blå berg). Under denna tid fungerade f.d. hemvärnsgården på kyrkbacken som omklädningsrum, trots att den låg nästan en kilometer från fotbollsplanen. Den 26 juni 1938 invigdes Idrottsparken i Billesholm, vilken tagit två år att färdigställa, av dåvarande prinsen, sedermera Kung Gustaf VI Adolf.
Billesholms GIF hade en gång i slutet av 1950-talet en sejour i division 2, det som i dag kallas superettan. Debutmatchen i division 2 mot Åtvidaberg gick av stapeln klockan 14.00 den 19 april 1959. BGIF vann med 4-3. Detta resultat bidrog till att BGIF:s supportrar blev helt övertygade att deras lag skulle fortsätta i samma stil och gå upp i Allsvenskan. Så blev det dock inte, det blev istället nerflyttning året därpå. På den tid BGIF spelade i division 2 kunde en del kända fotbollsspelare som gästade idrottsparken beskådas. Bland andra har fotbollslegenden Hasse Persson, Landskrona BOIS, spelat på denna arena.
Publikrekord: 3 785 betalande mot Landskrona BOIS i division 2 1959.
3 160 åskådare vid invigningen av Idrottsparken 26 juni 1938 då Helsingborgs IF stod för motståndet. 
Rekordet flest spelade matcher i BGIF innehas av Lars "Sanny" Nilsson som under åren 1976 till 2005 spelade 793 matcher. "Sanny" är följd av Bertil Hägg som spelade 718 matcher i den röd-blåa dressen, tätt följd av Stig Sjöholm närmast en legend i BGIF som inte kom långt efter med 704 spelade matcher. Stig Sjöholms mångkunnighet som fotbollsspelare kom väl till pass då någon blev skadad i laget. Då kunde Stig kastas in på vilken plats som helst, och det hände några gånger att han även fick hoppa in som målvakt. Stig Sjöholm var aktiv spelare i Billesholms GIF under 1940-, 1950- och 1960-talen. BGIF:s skyttekung är Otto Nordin, hans målrekord från trettio- och fyrtiotalen med 419 mål på 334 matcher är svårslaget, och till dags dato är där ingen som ens kommit i närheten av detta målrekord. Otto Nordin provspelade vid två tillfällen för HIF, men blev trots detta Billesholms GIF trogen.
Billesholms IK uppstod vid ett namnbyte 1970 från Vrams IF. Redan 1939 bildades Vrams IF, men inte förrän 1961 då en omorganisation gjordes, lät det talas om klubben. Året därpå 1962 tog Vrams IF steget in i A-lagsserien division 6 Skåneserien.
Klubbhuset byggdes 1971 i Norra Vram, och bidrog starkt till klubbens utveckling. Ett damlag startades 1973, och Billesholms IK var en av de första klubbarna som kom att presentera damfotboll 1976. 1980-talet handlade mest om ett damlag, som med raketfart avancerade i seriesystemet, samt på herrsidan om Ronny Sörensen (HIF & Landskrona BOIS målvakt) som byggde upp ett lag av princip ingenting. 1990-talet förlöpte ganska lugnt. 2005 blev BIK en ren tjej-förening. BIK:s policy "den gula tråden" genomsyrar föreningens verksamhet.
Karl-Erik "Kalle" Ohlin, Vikingarnas Viking, är fortfarande engagerad i den förening han 1970 var med och bildade.
Söderåsens Golfklubb med klubbhuset belägen invid f.d. schakt Malmros, bildadesn1966, invigdes 1970 och har en 18-hålsbana. Här finns också en restaurang.
Under 1950- och 1960-talen fanns en hel del duktiga tennisspelare i byn, de höll till på en tennisbana som låg där äldreboendet Ekhaga idag ligger. Denna plats kallades förr kohagen, och på 1900-talets början fanns här en populär dansbana. Tennisbanan hyrdes per timme, och bokades i dåvarande järnaffären, som låg vid torget i Billesholm. Att bokningen förhöll sig så, hade att göra med att den entusiastiska tennisspelarna Arne Nilsson arbetade där, och kunde sköta bokningen på ordinarie arbetstid.
BBMK Billesholms Badmintonklubb startades för över 25 år sedan.
Det har under åren även funnits många duktiga brottare i Billesholms Brottarklubb, en klubb som på sin tid var mycket framgångsrik. Klubben vann sin serie 1961-1962. Lagledare var en tid Allan Andersson, initiativtagare till Billesholms Cykel Grand Prix. 

## Billesholmstraktens Hembygdsförening
Billesholmstraktens Hembygdsförening grundad 1928, har cirka 600 medlemmar. Föreningen har sitt säte i Norra-Vrams prästgård, vilken de sedan 1993 även är ägare till. Här finns ett arkiv med både skrifter och fotografier. 

## Gruvmuseer i både Bjuv och Nyvång
Museum som speglar denna tid då stenkol var denna traktens guld, finns både i Bjuv och Nyvång. Dessa museer hålles öppna om somrarna och visar upp hur denna gruvtid har påverkat en del av samhällen här omkring.

## Tidningen Vi Billesholmare
Vi Billesholmare var en tidning som kom ut med sitt första nummer 1954 och gavs ut under en period på över 20 år. Utgivare var Josef Nilsson (1901–1976) och från 1969 kom tidningen ut som medlemstidning för Billesholmstraktens Hembygdsförening och då fortfarande med Josef Nilsson som redaktör. Tidningen gavs ut fram till Josef Nilssons död 1976 och från 1977 till 2001 utgavs en medlemstidning under namnet Grufvan. Ernst Olsson var redaktör för tidningen Grufvan. Sedan 2002 utges en särskild årsskrift som ingår i medlemsavgiften.

## Fynd av dinosaurier
Efter fem års utgrävningar i det tidigare dagbrottet Norra Albert i Billesholm , redovisade i oktober 2022 paleontologen Grzegorz Niedźwiedzki och hans team unika fynd av cirka 4 ton fossil av dinosaurier.